# تی‌ان‌اف‌تی‌پی
تی‌ان‌اف‌تی‌پی (به انگلیسی: tnftp) که در گذشته به آن lukemftp می‌گفتند، نام یک کلاینت اف‌تی‌پی برای سیستم‌عامل‌های شبه یونیکس است. این برنامه مبتنی بر اف‌تی‌پی کلاینت اولیه‌ای بود که در بی‌اس‌دی یونیکس وجود داشت. این برنامه به عنوان اف‌تی‌پی کلاینت پیشفرض در سیستم‌عامل‌های نت‌بی‌اس‌دی، فری‌بی‌اس‌دی، اوپن‌بی‌اس‌دی و داروین گنجانده شده‌است. هم‌اکنون لوک میوبرن (به انگلیسی: Luke Mewburn) مسئول نگهداری از کدمنبع این برنامه است. یکی از قابلیت‌های قابل توجه این برنامه پشتیبانی از تکمیل‌سازی دستورها با استفاده از دکمه tab در سمت سرور است که در اف‌تی‌پی کلاینت موجود در بسته inetutils پروژه گنو وجود ندارد.